# Dino Buzzati
Dino Buzzati-Traverso (ur. 16 października 1906 w Belluno, zm. 28 stycznia 1972 w Mediolanie) – włoski pisarz i dziennikarz.
Był felietonistą dziennika „Corriere della Sera”, redaktorem i korespondentem wojennym. Sławę przyniosła mu powieść Il Deserto dei Tartari (Pustynia Tatarów, wyd. polskie PIW 1977, w przekładzie Alojzego Pałłasza).
Po polsku ukazały się też zbiory opowiadań:
- Polowanie na smoka z falkonetem (przełożył Alojzy Pałłasz, Czytelnik, 1989),
- Sześćdziesiąt opowiadań (Świat Literacki, 2006),
- Słynny najazd niedźwiedzi na Sycylię z ilustracjami autora (przełożyli Magdalena i Jarosław Mikołajewscy, Świat Literacki, 2008).

W dwóch numerach „Literatury na Świecie” ukazał się jego komiks pt. Poema a fumetti (Poemat w obrazkach): kilkanaście czarno-białych plansz w numerze 8 (40) w sierpniu 1974, oraz prawie połowa włoskiego oryginału w kolorze i krótki komiks Niedźwiedź prześladowca w numerze 12 (80) z grudnia 1977. Pełne wydanie Poematu w obrazkach ukazało się w 2019, w tłumaczeniu Katarzyny Skórskiej (wyd. Czuły Barbarzyńca Press, ISBN 978-83-953839-1-5).

## Dzieła
- 1933 Barnabo delle montagne
- 1935 Il segreto del Bosco Vecchio (Sekret Bosco Vecchio)
- 1940 Il deserto dei Tartari (Pustynia Tatarów)
- 1942 I sette messaggeri
- 1945 La famosa invasione degli orsi in Sicilia[1]
- 1949 Paura alla Scala (Strach w La Scali)
- 1954 Il crollo della Baliverna
- 1958 Sessanta racconti (Sześćdziesiąt opowiadań)
- 1958 Esperimento di magia (Doświadczenie magiczne)
- 1958 Le storie dipinte (Wymalowane dzieje)
- 1960 Il grande ritratto (Wielki portret)
- 1963 Un amore (O pewnej miłości)
- 1966 Il colombre
- 1971 Le notti difficili (Trudne noce)